# José da Silva e Melo Soares de Freitas
José da Silva e Melo Soares de Freitas (3 de Setembro de 1833 - ?), 2.º Visconde do Barreiro, foi um diplomata português.

## Família
Filho de Francisco da Silva e Melo Soares de Freitas, 1.º Visconde do Barreiro, e de sua mulher Ana Joaquina Pereira de Melo.

## Biografia
Era Bacharel formado em Direito pela Faculdade de Direito da Universidade de Coimbra, Adido de Legação Honorário e Cavaleiro da Ordem de Isabel a Católica de Espanha.
O título de 2.º Visconde do Barreiro foi-lhe concedido por Decreto de 28 de Setembro e Carta de 10 de Outubro de 1878 de D. Luís I de Portugal.

## Casamento e descendência
Casou a 2 de Setembro de 1868 com sua prima Ana Albertina Cândida de Melo, filha única de Manuel Luís da Silva Guimarães e de sua mulher Joana Cândida de Melo, sem geração.